# Guturi
Guturi (en georgiano: გუთური) es un pueblo de Georgia ubicado en el este de la región de Guria, siendo parte del municipio de Chojatauri.

## Geografía
Guturi está a orillas del río Suapsa, a 2 km de Chojatauri. El pueblo está dividido en dos partes: Zemo Guturi y Kvemo Guturi.

## Historia
El pueblo estuvo habitado desde el final de la Edad del Bronce, lo que está confirmado por los tesoros de Guturi encontrados en la confluencia Supsa-Oskojuri. Guturi es considerado uno de los asentamientos importantes de Cólquida, con producción confirmada de bronce tardío y hierro temprano.
En la época del Imperio ruso, se incluyó en la comunidad rural de Yvartsjma. Durante el período soviético, Guturi se incluyó en el consejo del pueblo de Chojatauri y una fábrica de té operaba en el pueblo.

## Demografía
La evolución demográfica de Guturi entre 1908 y 2014 fue la siguiente:
| 553                                             | 418 | 1111 | 880 |
| (Fuente: Population of Georgia in Soviet times) |     |      |     |

Según el censo de 2014, los georgianos constituían el 99,2% de la población y los rusos, el 0,45%.

## Infraestructura

### Transporte
El pueblo está conectado con el centro regional de Chojatauri por una carretera. 